# Liste des Playmates des années 1970
La Playmate of the Month, ou Miss, est une femme désignée chaque mois par le magazine Playboy. Elle apparaît sur le dépliant central du magazine, appelé centerfold.
La Playmate of the Year est quant à elle désignée chaque année parmi les 12 Playmates of the Month de l'année précédente.
Dans cette liste, le drapeau indique le pays de naissance de la playmate, non sa nationalité. 

## Parannéeet parmois

### 1970
Playmate of the Year : Claudia Jennings, Miss November 1969
| Miss           | Playmate            | Née le     | Lieu de naissance         | Décès le   | Photos                 | Remarques                                       |
| -------------- | ------------------- | ---------- | ------------------------- | ---------- | ---------------------- | ----------------------------------------------- |
| Miss January   | Jill Taylor         | 14/10/1951 | Van Nuys, Californie      |            | Bill Figge / Ed DeLong |                                                 |
| Miss February  | Linda Forsythe      | 14/05/1950 | Jersey City, New Jersey   |            | Pompeo Posar           |                                                 |
| Miss March     | Chris Koren         | 08/08/1947 | Cleveland, Ohio           |            | Bill Figge / Mel Figge |                                                 |
| Miss April     | Barbara Hillary     | 18/02/1949 | Milwaukee, Wisconsin      |            | Pompeo Posar           |                                                 |
| Miss May       | Jennifer Liano      | 24/02/1948 | San Diego, Californie     | 27/02/2024 | Dwight Hooker          |                                                 |
| Miss June      | Elaine Morton       | 17/08/1949 | Wichita Falls, Texas      |            | Bill Figge / Mel Figge | Cousine de Karen Elaine Morton (Miss July 1978) |
| Miss July      | Carol Willis        | 17/04/1949 | [unknown], Texas          | 06/11/1971 | Pompeo Posar           |                                                 |
| Miss August    | Sharon Clark        | 15/10/1943 | Seminole, Oklahoma        |            | Bill Figge / Ed DeLong | PMOY 1971                                       |
| Miss September | Debbie Ellison      | 17/06/1949 | Atlantic City, New Jersey |            | Pompeo Posar           |                                                 |
| Miss October   | Madeleine Collinson | 22/07/1952 | Sliema, Malta             | 14/08/2014 | Dwight Hooker          | Sœurs jumelles, même dépliant central           |
| Miss October   | Mary Collinson      | 22/07/1952 | Sliema, Malta             | 23/11/2021 | Dwight Hooker          | Sœurs jumelles, même dépliant central           |
| Miss November  | Avis Miller         | 04/11/1945 | [unknown], Ohio           | 11/11/2016 | Dwight Hooker          |                                                 |
| Miss December  | Carol Imhof         | 13/03/1948 | Chicago, Illinois         |            | Dwight Hooker          |                                                 |

### 1971
Playmate of the Year : Sharon Clark, Miss August 1970
| Miss           | Playmate          | Née le     | Lieu de naissance         | Décès le   | Photos        | Remarques                                                  |
| -------------- | ----------------- | ---------- | ------------------------- | ---------- | ------------- | ---------------------------------------------------------- |
| Miss January   | Liv Lindeland     | 07/12/1945 | Norvège                   |            | Alexas Urba   | PMOY 1972 1er dépliant central avec poils pubiens visibles |
| Miss February  | Willy Rey         | 25/08/1949 | Rotterdam, Pays-Bas       | 13/08/1973 | Mario Casilli |                                                            |
| Miss March     | Cynthia Hall      | 01/04/1951 | Hinsdale, Illinois        |            | David Chan    |                                                            |
| Miss April     | Chris Cranston    | 14/09/1946 | Santa Monica, Californie  |            | Mario Casilli |                                                            |
| Miss May       | Janice Pennington | 08/07/1942 | Seattle, Washington       |            | Mario Casilli | Sœur d'Ann Pennington, Miss March 1976                     |
| Miss June      | Lieko English     | 03/06/1947 | Okinawa, Japon            |            | Pompeo Posar  |                                                            |
| Miss July      | Heather Van Every | 14/09/1951 | Chicago (?), Illinois     |            | David Chan    |                                                            |
| Miss August    | Cathy Rowland     | 11/03/1950 | Los Angeles, Californie   |            | Mario Casilli |                                                            |
| Miss September | Crystal Smith     | 02/08/1951 | Kansas City, Missouri     |            | Dwight Hooker |                                                            |
| Miss October   | Claire Rambeau    | 08/05/1951 | Santa Barbara, Californie |            | Pompeo Posar  |                                                            |
| Miss November  | Danielle de Vabre | 19/11/1949 | Montréal, Québec          |            | Dwight Hooker |                                                            |
| Miss December  | Karen Christy     | 11/03/1951 | Abilene, Texas            |            | Pompeo Posar  |                                                            |

### 1972
Playmate of the Year : Liv Lindeland, Miss January 1971
| Miss           | Playmate        | Née le     | Lieu de naissance        | Décès le | Photos                        | Remarques                                               |
| -------------- | --------------- | ---------- | ------------------------ | -------- | ----------------------------- | ------------------------------------------------------- |
| Miss January   | Marilyn Cole    | 07/05/1949 | Portsmouth, Angleterre   |          | Alexas Urba                   | PMOY 1972 1er dépliant central avec nu intégral de face |
| Miss February  | P.J. Lansing    | 13/10/1949 | Frankford, Missouri      |          | Pompeo Posar                  |                                                         |
| Miss March     | Ellen Michaels  | 12/02/1953 | Queens, New York         |          | Dwight Hooker                 |                                                         |
| Miss April     | Vicki Peters    | 09/09/1950 | Minneapolis, Minnesota   |          | Mario Casilli                 |                                                         |
| Miss May       | Deanna Baker    | 29/12/1949 | St. Louis, Missouri      |          | Dwight Hooker / Bruce McBroom |                                                         |
| Miss June      | Debbie Davis    | 09/09/1951 | Pittsburgh, Pennsylvanie |          | Bill Figge                    |                                                         |
| Miss July      | Carol O'Neal    | 18/08/1948 | New York, New York       |          | Richard Fegley                |                                                         |
| Miss August    | Linda Summers   | 20/11/1950 | San Diego, Californie    |          | Bill Figge / Ed DeLong        |                                                         |
| Miss September | Susan Miller    | 22/03/1947 | New York                 |          | Mario Casilli                 |                                                         |
| Miss October   | Sharon Johansen | 11/10/1948 | Norvège                  |          | Alexas Urba                   |                                                         |
| Miss November  | Lenna Sjooblom  | 31/03/1951 | Suède                    |          | Dwight Hooker                 |                                                         |
| Miss December  | Mercy Rooney    | 21/06/1950 | New Jersey               |          | Alexas Urba                   |                                                         |

### 1973
Playmate of the Year : Marilyn Cole, Miss January 1972
| Miss           | Playmate          | Née le     | Lieu de naissance      | Décès le   | Photos                             | Remarques |
| -------------- | ----------------- | ---------- | ---------------------- | ---------- | ---------------------------------- | --------- |
| Miss January   | Miki Garcia       | 17/02/1947 | Kingman, Arizona       |            | Mario Casilli                      |           |
| Miss February  | Cyndi Wood        | 25/09/1950 | Burbank, Californie    |            | Pompeo Posar                       | PMOY 1974 |
| Miss March     | Bonnie Large      | 09/09/1952 | Glendale, Californie   |            | Bill Figge / Mel Figge             |           |
| Miss April     | Julie Woodson     | 11/07/1950 | Hutchinson, Kansas     | 21/01/2022 | David Chan                         |           |
| Miss May       | Anulka Dziubinska | 14/12/1950 | Preston, Eangleterre   |            | Pompeo Posar                       |           |
| Miss June      | Ruthy Ross        | 22/03/1948 | Bourbon, Missouri      |            | Mario Casilli                      |           |
| Miss July      | Martha Smith      | 16/10/1952 | Cleveland, Ohio        |            | Pompeo Posar                       |           |
| Miss August    | Phyllis Coleman   | 31/08/1949 | White Plains, New York |            | Bill Figge / Mel Figge / Ed DeLong |           |
| Miss September | Geri Glass        | 20/06/1949 | Phoenix, Arizona       |            | Mario Casilli                      |           |
| Miss October   | Valerie Lane      | 04/08/1949 | Long Beach, Californie |            | Bill Figge / Mel Figge             |           |
| Miss November  | Monica Tidwell    | 14/01/1954 | Shreveport, Louisiane  |            | Dwight Hooker / Bill Frantz        |           |
| Miss December  | Christine Maddox  | 24/03/1950 | Tracy, Californie      |            | Richard Fegley                     |           |

### 1974
Playmate of the Year : Cyndi Wood, Miss February 1973

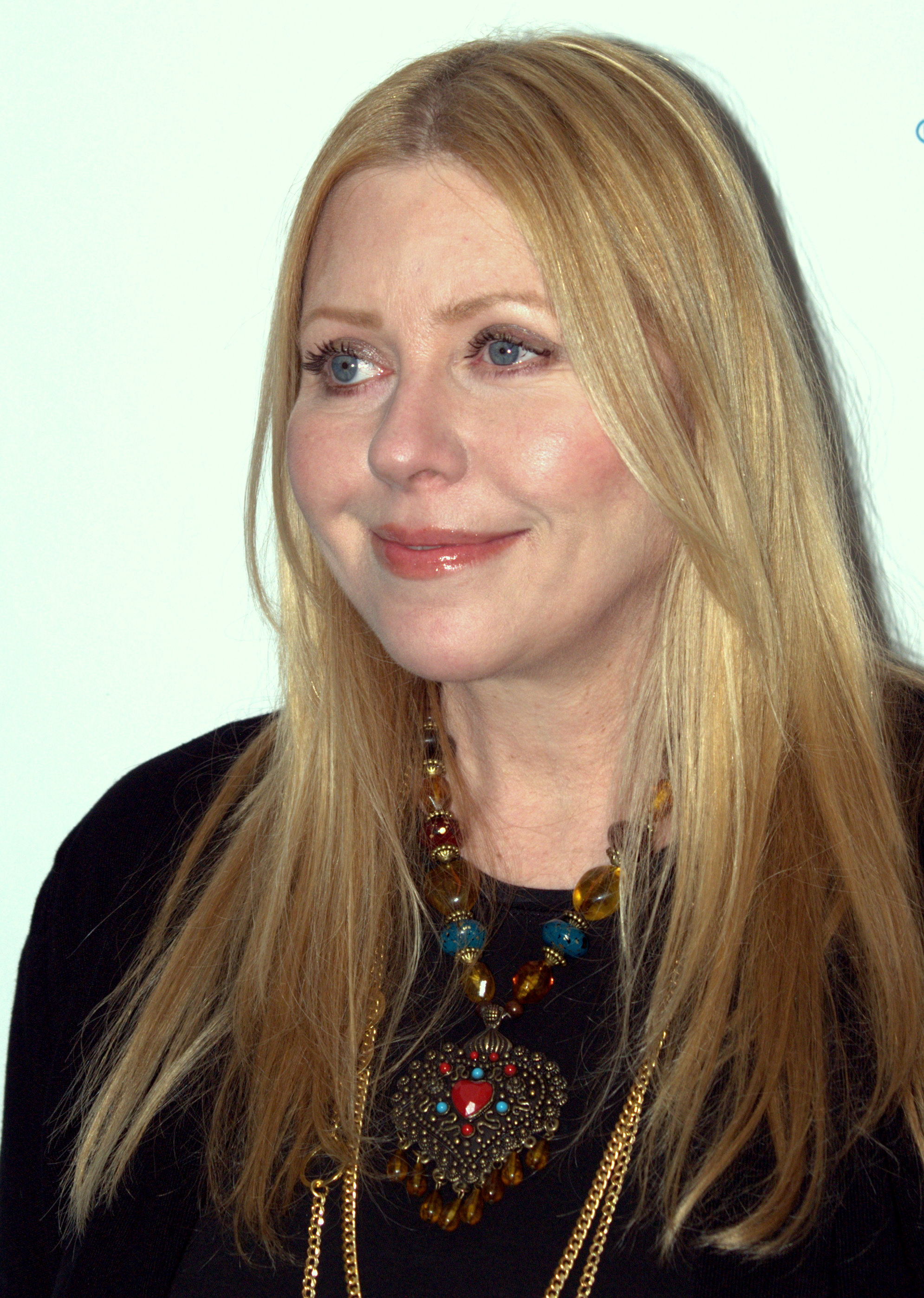
Bebe Buell en 2009

| Miss           | Playmate        | Née le     | Lieu de naissance        | Décès le   | Photos                 | Remarques                                              |
| -------------- | --------------- | ---------- | ------------------------ | ---------- | ---------------------- | ------------------------------------------------------ |
| Miss January   | Nancy Cameron   | 15/03/1954 | Pittsburgh, Pennsylvanie |            | Dwight Hooker          | Dépliant central recto-verso 20th anniversary playmate |
| Miss February  | Francine Parks  | 30/01/1951 | Mobile, Alabama          |            | Mario Casilli          |                                                        |
| Miss March     | Pamela Zinszer  | 06/09/1955 | Kansas                   |            | Bill Figge / Mel Figge |                                                        |
| Miss April     | Marlene Morrow  | 15/03/1954 | Billings, Montana        |            | Larry Dale Gordon      |                                                        |
| Miss May       | Marilyn Lange   | 12/01/1952 | Westfield, New Jersey    |            | Dwight Hooker          | PMOY 1975                                              |
| Miss June      | Sandy Johnson   | 07/07/1954 | San Antonio, Texas       |            | Mario Casilli          |                                                        |
| Miss July      | Carol Vitale    | 14/11/1946 | Elizabeth, New Jersey    | 23/07/2008 | David Chan             |                                                        |
| Miss August    | Jean Manson     | 01/10/1950 | Cleveland, Ohio          |            | Dwight Hooker          |                                                        |
| Miss September | Kristine Hanson | 23/09/1951 | Illinois                 |            | David Chan             |                                                        |
| Miss October   | Ester Cordet    | 31/12/1946 | Panama                   |            | Richard Fegley         |                                                        |
| Miss November  | Bebe Buell      | 14/07/1953 | Portsmouth, Virginie     |            | Richard Fegley         |                                                        |
| Miss December  | Janice Raymond  | 25/03/1951 | Angleterre               |            | Larry Dale Gordon      |                                                        |

### 1975
Playmate of the Year : Marilyn Lange, Miss May 1974

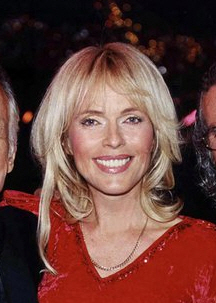
Lillian Müller en 2012

| Miss           | Playmate            | Née le     | Lieu de naissance       | Décès le   | Photos                                | Remarques |
| -------------- | ------------------- | ---------- | ----------------------- | ---------- | ------------------------------------- | --------- |
| Miss January   | Lynnda Kimball      | 01/05/1952 | Inglewood, Californie   |            | Mario Casilli                         |           |
| Miss February  | Laura Misch         | 23/11/1953 | Tulsa, Oklahoma         |            | Richard Fegley                        |           |
| Miss March     | Ingeborg Sørensen   | 16/05/1948 | Drammen, Norvège        |            | Mario Casilli                         |           |
| Miss April     | Victoria Cunningham | 28/05/1952 | Memphis, Tennessee      |            | Mario Casilli                         |           |
| Miss May       | Bridgett Rollins    | 07/09/1956 | Smyrna, Tennessee       | 12/02/2011 | Pompeo Posar                          |           |
| Miss June      | Azizi Johari        | 24/08/1948 | New York, New York      |            | Ken Marcus                            |           |
| Miss July      | Lynn Schiller       | 05/03/1951 | Detroit, Michigan       |            | Larry Dale Gordon                     |           |
| Miss August    | Lillian Müller      | 19/08/1951 | Grimstad, Norway        |            | Dwight Hooker / Suze Randall          | PMOY 1976 |
| Miss September | Mesina Miller       | 07/07/1953 | Arizona                 |            | Bill Figge / Mel Figge / Suze Randall |           |
| Miss October   | Jill De Vries       | 20/07/1953 | Kankakee, Illinois      |            | Dwight Hooker                         |           |
| Miss November  | Janet Lupo          | 26/01/1950 | Hoboken, New Jersey     | 13/11/2017 | Pompeo Posar                          |           |
| Miss December  | Nancie Li Brandi    | 30/08/1954 | Johnstown, Pennsylvanie |            | Richard Fegley                        |           |

### 1976
Playmate of the Year : Lillian Müller, Miss August 1975
| Miss           | Playmate                | Née le     | Lieu de naissance           | Décès le | Photos                        | Remarques |
| -------------- | ----------------------- | ---------- | --------------------------- | -------- | ----------------------------- | --------- |
| Miss January   | Daina House             | 30/12/1954 | Dallas, Texas               |          | Ken Marcus                    |           |
| Miss February  | Laura Lyons             | 22/10/1954 | Los Angeles, Californie     |          | Mario Casilli / Dwight Hooker |           |
| Miss March     | Ann Pennington          | 03/06/1950 | Seattle, Washington         |          | Pompeo Posar / Phillip Dixon  |           |
| Miss April     | Denise Michele          | 12/06/1953 | San Francisco, Californie   |          | Ken Marcus                    |           |
| Miss May       | Patricia Margot McClain | 03/05/1954 | Long Beach, Californie      |          | Ken Marcus                    |           |
| Miss June      | Debra Peterson          | 13/04/1955 | Santa Monica, Californie    |          | Pompeo Posar / Ken Marcus     |           |
| Miss July      | Deborah Borkman         | 08/01/1957 | [unknown], Virginie         |          | Phillip Dixon                 |           |
| Miss August    | Linda Beatty            | 16/09/1952 | Louisville, Kentucky        |          | Ken Marcus / Phillip Dixon    |           |
| Miss September | Whitney Kaine           | 20/09/1956 | Ogden, Utah                 |          | Phillip Dixon / Grant Edwards |           |
| Miss October   | Hope Olson              | 04/04/1956 | Prairie de Chien, Wisconsin |          | Ken Marcus                    |           |
| Miss November  | Patti McGuire           | 05/09/1951 | Dexter, Missouri            |          | Pompeo Posar                  | PMOY 1977 |
| Miss December  | Karen Hafter            | 27/12/1954 | New York, New York          |          | Phillip Dixon                 |           |

### 1977
Playmate of the Year : Patti McGuire, Miss November 1976
| Miss           | Playmate         | Née le     | Lieu de naissance          | Décès le   | Photos                                                | Remarques        |
| -------------- | ---------------- | ---------- | -------------------------- | ---------- | ----------------------------------------------------- | ---------------- |
| Miss January   | Susan Lynn Kiger | 16/11/1953 | Pasadena, Californie       |            | Ken Marcus / Pompeo Posar                             |                  |
| Miss February  | Star Stowe       | 19/03/1956 | Little Rock, Arkansas      | 16/03/1997 | Pompeo Posar                                          | Morte assassinée |
| Miss March     | Nicki Thomas     | 22/03/1954 | Berwyn, Illinois           | 02/09/2009 | Pompeo Posar                                          |                  |
| Miss April     | Lisa Sohm        | 21/03/1955 | Vancouver, Washington      |            | Pompeo Posar                                          |                  |
| Miss May       | Sheila Mullen    | 07/11/1957 | Hollywood, Californie      |            | Ken Marcus                                            |                  |
| Miss June      | Virve Reid       | 24/11/1956 | Vancouver, Canada          |            | Grant Edwards / Phillip Dixon                         |                  |
| Miss July      | Sondra Theodore  | 12/12/1956 | San Bernardino, Californie |            | Ken Marcus                                            |                  |
| Miss August    | Julia Lyndon     | 03/07/1955 | Buffalo, New York          | 01/08/1979 | Phillip Dixon                                         |                  |
| Miss September | Debra Jo Fondren | 05/02/1955 | Los Angeles, Californie    |            | Phillip Dixon                                         | PMOY 1978        |
| Miss October   | Kristine Winder  | 15/10/1955 | Vancouver, Canada          | 14/03/2011 | Mario Casilli / Arny Freytag / Ken Marcus / Ken Honey |                  |
| Miss November  | Rita Lee         | 15/06/1953 | Frederic, Wisconsin        |            | Richard Fegley                                        |                  |
| Miss December  | Ashley Cox       | 15/11/1956 | Dallas, Texas              |            | Mario Casilli / Phillip Dixon / Arny Freytag          |                  |

### 1978
Playmate of the Year : Debra Jo Fondren, Miss September 1977
| Miss           | Playmate            | Née le     | Lieu de naissance         | Décès le   | Photos                        | Remarques                              |
| -------------- | ------------------- | ---------- | ------------------------- | ---------- | ----------------------------- | -------------------------------------- |
| Miss January   | Debra Jensen        | 12/03/1958 | Orange County, Californie |            | Phillip Dixon                 |                                        |
| Miss February  | Janis Schmitt       | 14/03/1947 | St. Louis, Missouri       |            | Ken Marcus                    |                                        |
| Miss March     | Christina Smith     | 04/10/1957 | Miami, Floride            |            | Arny Freytag                  |                                        |
| Miss April     | Pamela Jean Bryant  | 08/02/1959 | Indianapolis, Indiana     | 04/12/2010 | Richard Fegley                |                                        |
| Miss May       | Kathryn Morrison    | 02/10/1955 | Long Beach, Californie    |            | Dwight Hooker / Phillip Dixon |                                        |
| Miss June      | Gail Stanton        | 19/11/1954 | Memphis, Tennessee        | 21/11/1996 | Dwight Hooker / Phillip Dixon |                                        |
| Miss July      | Karen Elaine Morton | 03/10/1958 | Palmdale, Californie      | 11/02/2014 | Ken Marcus                    | Cousine d'Elaine Morton,Miss June 1970 |
| Miss August    | Vicki Witt          | 13/04/1959 | Lansing, Michigan         |            | Pompeo Posar                  |                                        |
| Miss September | Rosanne Katon       | 05/02/1954 | New York                  |            | Mario Casilli                 |                                        |
| Miss October   | Marcy Hanson        | 22/12/1952 | Galveston, Texas          |            | Mario Casilli                 |                                        |
| Miss November  | Monique St. Pierre  | 25/11/1953 | Wiesbaden, Allemagne      |            | Richard Fegley                | PMOY 1979                              |
| Miss December  | Janet Quist         | 17/08/1955 | Austin, Texas             |            | Ken Marcus                    |                                        |

### 1979
Playmate of the Year : Monique St. Pierre, Miss November 1978
| Miss           | Playmate           | Née le     | Lieu de naissance       | Décès le   | Photos                           | Remarques                  |
| -------------- | ------------------ | ---------- | ----------------------- | ---------- | -------------------------------- | -------------------------- |
| Miss January   | Candy Loving       | 04/09/1956 | Oswego, Kansas          |            | Dwight Hooker                    | 25th anniversary playmate  |
| Miss February  | Lee Ann Michelle   | 17/03/1960 | Surrey, Angleterre      |            | Mario Casilli                    |                            |
| Miss March     | Denise McConnell   | 23/12/1958 | Wiesbaden, Allemagne    |            | Pompeo Posar / Nicholas Desciose |                            |
| Miss April     | Missy Cleveland    | 25/12/1959 | Jackson, Mississippi    | 14/08/2001 | Mario Casilli                    |                            |
| Miss May       | Michele Drake      | 07/02/1958 | La Jolla, Californie    |            | Mario Casilli                    |                            |
| Miss June      | Louann Fernald     | 23/10/1957 | San Antonio, Texas      |            | Dwight Hooker                    |                            |
| Miss July      | Dorothy Mays       | 24/07/1957 | Nuremberg, Allemagne    |            | Richard Fegley                   |                            |
| Miss August    | Dorothy Stratten   | 28/02/1960 | Vancouver, Canada       | 14/08/1980 | Mario Casilli                    | PMOY 1980 Morte assassinée |
| Miss September | Vicki McCarty      | 13/01/1954 | Los Angeles, Californie |            | Arny Freytag                     |                            |
| Miss October   | Ursula Buchfellner | 08/06/1961 | Munich, Allemagne       |            | Arny Freytag                     |                            |
| Miss November  | Sylvie Garant      | 23/09/1957 | Montmagny, Québec       |            | Richard Fegley                   |                            |
| Miss December  | Candace Collins    | 26/05/1954 | Dupo, Illinois          |            | Richard Fegley                   |                            |

## Sources
- (en) Playmate Archive 1970-1979 sur le site officiel du magazine Playboy
- (en) Répertoire sur le site de Peggy Wilkins
- (en) Liste des playmates décédées
- (en) Référence des playmates décédées